# Nsima
L'nsima és un tipus de farinetes pròpies de la gastronomia de Malawi i constitueixen un dels aliments bàsics d'aquest estat africà. La seva importància clau en la dieta malawiana i els processos culinaris que l'envolten han comportat que, del 2017 ençà, hagi estat inscrit com a Patrimoni Cultural Immaterial de la Humanitat per la UNESCO.
Es tracta d'un equivalent de la polenta fet a base de dacsa i que és present en tota mena de menjars, des de l'esmorzar fins al vespre, servit amb ampli ventall d'acompanyaments (relish). A la pràctica, l'nsima amb relish és l'àpat arquetip de Malawi.